# NGC 102

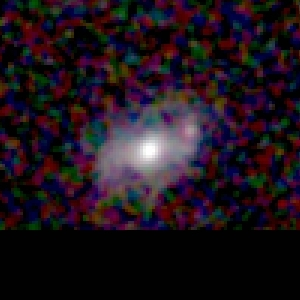
2MASSによる画像

NGC 102は、くじら座の方角に推定約3.3億光年離れた位置にあるレンズ状銀河である。1886年にフランシス・レブンワースにより発見され、視等級は14である。